# Jorge Herbas Balderrama

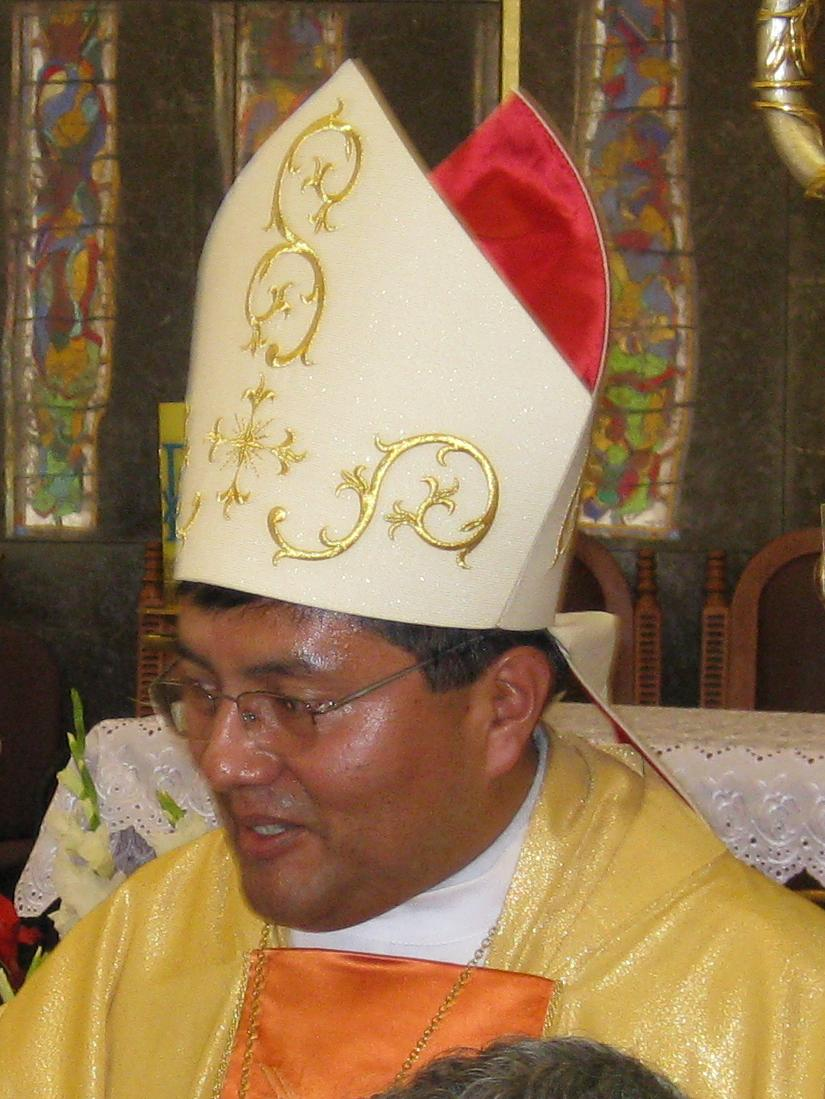
Jorge Herbas Balderrama 2009

Jorge Herbas Balderrama OFM (* 1. Juni 1963 in Mizque, Bolivien) ist Prälat von Aiquile.

## Leben
Jorge Herbas Balderrama trat in die Ordensgemeinschaft der Franziskaner ein und empfing am 27. Dezember 1990 das Sakrament der Priesterweihe. 
Am 29. Dezember 2006 ernannte ihn Papst Benedikt XVI. zum Koadjutorprälaten von Aiquile. Der Erzbischof von Santa Cruz de la Sierra, Julio Kardinal Terrazas Sandoval CSsR, spendete ihm am 24. März 2007 die Bischofsweihe; Mitkonsekratoren waren der Apostolische Nuntius in Bolivien, Erzbischof Ivo Scapolo, und der emeritierte Prälat von Aiquile, Adalberto Arturo Rosat OFM. Am 25. März 2009 wurde Jorge Herbas Balderrama in Nachfolge von Adalberto Arturo Rosat, der aus Altersgründen zurücktrat, Prälat von Aiquile.